# 1718 au théâtre
| Années du théâtre : 1715 - 1716 - 1717 - 1718 - 1719 - 1720 - 1721    |
| Décennies du théâtre : 1680 - 1690 - 1700 - 1710 - 1720 - 1730 - 1740 |

## Événements
- 3 février - mars : la troupe de Francisque, acteur forain et entrepreneur de spectacles, joue à la foire Saint-Germain à Paris. De novembre 1718 à février 1719, elle joue à Londres au théâtre de Lincoln's Inn et au King's Theatre[1].
- 3 avril : l'acteur et auteur dramatique français Florent Carton dit Dancourt, sociétaire de la Comédie-Française depuis 1685, prend sa retraite.
- En France, un arrêt du Conseil d'état limite à Paris les spectacles de la foire à un seul rôle parlé, donc à des monologues[1].

## Pièces de théâtre publiées
- (nl) Jan Jacob de Condé, Den Lydenden ende stervenden Christus, Gand, Cornelis Meyer, 64 p. (réédition de la pièce publiée en 1651 à Bruxelles).
- Antoine de La Fosse, Les Œuvres, Paris, Pierre Ribou. Comprend : Polyxène ; Manlius Capitolinus ; Thésée ; Coresus et Callirhoé En ligne sur Gallica.

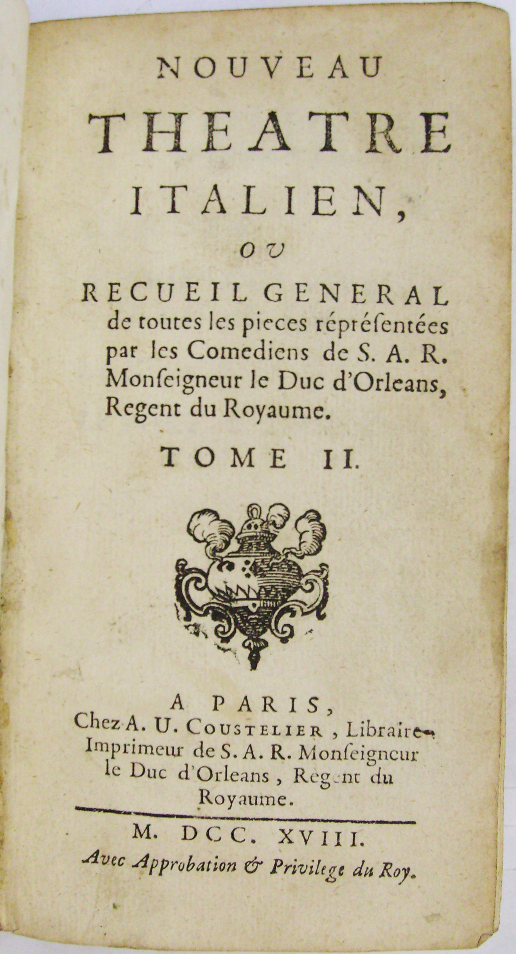
Page de titre du volume II du Nouveau théâtre italien.

- Nouveau théâtre italien, ou Recueil général de toutes les pieces réprésentées par les comédiens de S.A.R. monseigneur le duc d'Orleans, regent du royaume, Paris, Antoine Urbain Coustelier, 2 vol. ; édition par Luigi Riccoboni, qui comprend : Le libéral malgré luy, Sanson, Le prince jaloux, Griselde, Merope, Adamire ou La statue de l'honneur, La vie est un songe, Le Port-à-l'anglois (pièces en italien avec traduction franc̜aise en regard).

## Pièces de théâtre représentées
- 1er février : Le Pin déraciné (Nebiki no Kadomatsu), pièce du genre sewa mono de Chikamatsu Monzaemonà Osaka au Japon[2].
- 3 février : A Bold Stroke for a Wife de  Susanna Centlivre, Lincoln's Inn Fields Theatre, Londres.
- 25 avril : première représentation du Naufrage au Port-à-l'Anglois, comédie de Jacques Autreau, Paris, Hôtel de Bourgogne, par les Comédiens italiens : première pièce française de leur répertoire.
- 9 août - 29 septembre : L'Ile des Amazones et Le Monde renversé, pièces en un acte de Jacques-Philippe d'Orneval et Alain-René Lesage, Foire Saint-Laurent, Paris.
- 18 novembre : première représentation d'Œdipe de Voltaire, Paris, Comédie-Française.
- Arlequin valet de deux maîtres, comédie de Jean-Pierre des Ours de Mandajors, Théâtre Italien, Paris[N 1].

## Naissances
- 28 août : Claude-Henri Watelet, financier, peintre, collectionneur, critique d'art, poète et auteur dramatique français, mort le 12 janvier 1786.
- 15 septembre : Baculard d'Arnaud, poète, romancier et dramaturge français, mort le 9 novembre 1805.
- 3 novembre : Jean-Nicolas Servandoni, dit D'Hannetaire, acteur et directeur de théâtre français, mort le 1er janvier 1780.

## Décès
- 18 février : Pierre-Antoine Motteux, dramaturge et traducteur français actif à Londres, né le 25 février 1663.
- 22 mai : Gaspard Abeille, homme d'Église, poète et auteur dramatique français, né en 1648.
- 8 août : Antoinette-Thérèse Des Houlières, poétesse française, autrice d'une une parodie de tragédie La Mort de Cochon[3], née le 31 mai 1659.
- 6 décembre : Nicholas Rowe, dramaturge et poète anglais, né le 20 juin 1674.
- Date précise non connue :
  - Kong Shangren, dramaturge chinois, né en 1648.
- Après 1718 :
  - Claude-Ferdinand Guillemay du Chesnay, dit Rosidor fils,  acteur et dramaturge français, né vers 1660[N 2].